# Der Christ in der Welt
Der Christ in der Welt. Eine Enzyklopädie ist eine deutschsprachige katholische enzyklopädische Buchreihe. Zu ihren Zielen zählt die Darstellung des Gesamtgebiets des katholischen Glaubens, der christlichen Lehre vom Menschen, der Erde und ihrer Geschöpfe und das religiöse Leben. Sie möchte „in christlicher Schau die Stellung des Christen in der Welt“ darstellen.
Die Enzyklopädie besteht aus 18 Reihen und 129 Bänden (verteilt auf ca. 180 Taschenbücher). Die Enzyklopädie wurde in Zusammenarbeit mit deutschen und französischen Autoren unter beratender Mitwirkung von Johannes Baptist Hirschmann als eine Taschenbuchausgabe herausgegeben. Sie ist im Paul Pattloch-Verlag in Aschaffenburg von 1954–1978 erschienen. Der Band zu den Religionen des Alten Orients von Étienne Drioton; Georges Contenau; J. Duchesne-Guillemin (aus dem Themenbereich „XVII. Die nichtchristlichen Religionen“) beispielsweise trägt die Imprimatur (kirchliche Druckerlaubnis): „Würzburg, 24. September 1957 Dr. Fuchs Generalvikar“. Einzelne Bände erlebten mehrere Auflagen.
Auf Französisch erschien diese Collection unter dem frz. Kurztitel Je sais, je crois (Je sais, je crois. Encyclopédie du catholique au XXème siècle). Die französische Ausgabe erschien im Verlag der Librairie Arthème Fayard in Paris.
Den einzelnen Themenbereichen sind folgende Bände gewidmet:
I. Was ist der Mensch? (4 Bände) –
II. Die Welt, in der wir leben (5 Bände) –
III. Wissen und Glauben (8 Bände) –
IV. Grundbegriffe des Glaubens (6 Bände) –
V. Die großen Wahrheiten (9 Bände) –
VI. Das Buch der Bücher (13 Bände) –
VII. Die Zeichen des Heils (9 Bände) –
VIII. Das religiös-sittliche Leben (7 Bände) –
IX. Die Liturgie der Kirche (7 Bände) –
X. Christentum und Gesellschaft (7 Bände) –
XI. Die Geschichte der Kirche (6 Bände) –
XII. Bau und Gefüge der Kirche (11 Bände) –
XIII. Christentum und Kultur (6 Bände) –
XIV. Die christliche Literatur (6 Bände) –
XV. Die christliche Kunst (9 Bände) –
XVI. Juden und nichtkatholische Christen (5 Bände) –
XVII. Die nichtchristlichen Religionen (6 Bände) –
XVIII. Religionsersatz der Gegenwart (3 Bände).

## Themenbereiche
Die einzelnen Themenbereiche sind auf folgende Bände verteilt:

### I. Was ist der Mensch?
- 1 Rene le Trocquer: Was bist Du, Mensch?. 1963.
- 2 Gustav Lukas Vogel: Was wissen wir von der Seele?. 1960.
- 3 Diether Wendland: Der Mensch, Mann und Frau. 1962.
- 4 Otakar Nahodil: Menschliche Kultur und Tradition. Kulturanthropologische Orientierungen. 1971.
- 5 Josef Hasenfuß: Gemeinschaftsmächte und Religion. Religionssoziologie 1. Band. 1964.
- 6 Josef Hasenfuß: Strukturelemente der Weltreligionen. 2. Band. 1964.

### II. Die Welt, in der wir leben
- 1 Joseph Meurers: Kleine Weltallkunde. 1967.
- 2 Paul Busch: Die Erde unsere Heimat. 1962.
- 3 Rupert Lay: Die Welt des Stoffes. Atom, Quantum, Relativität. 1966 (zwei Teilbände).
- 4 Rupert Lay: Das Tier und seine Welt.
- 5 Rupert Lay: Das Leben. Wesen und Werden. 1969.
- 6 Ernst Joseph Görlich: Weltgeschichte im Abriss 1963 (zwei Teilbände).

### III. Wissen und Glauben
- 1 a Hans Pfeil: Was sollen wir wissen? 1963.
- 1 b Joseph Meurers: Können wir von Gott wissen? Eine Studie über Gott-Suchen und Welt-Erkennen. 1965
- 2 Joseph Meurers: Das Weltbild im Umbruch der Zeit... Eine Studie zur Situation der exakten Naturwissenschaften. 1962
- 3 Joseph Meurers: Kleine Wissenschaftslehre. 1970
- 4 Hans Pfeil: Einführung in die Philosophie. 1960/1963
- 5 Jakob Fellermeier: Die Philosophie des Altertums. 1964/1974
- 6 Philippe Delhaye: Die Philosophie des Mittelalters. 1960
- 7 Josef A. Stüttler: Die Philosophie der Neuzeit. 1968
- 8 Alois Edmaier: Die Philosophie der Gegenwart. 1970
- 9 Josef Hasenfuß: Glauben, aber warum?. 1963
- 10 Friedrich O. Rotter: Was sagt uns die Philosophie über Gott? Von der Antike bis zur Gegenwart. 1969
- 11 Friedrich O. Rotter: Der Gott des Herzens und des Verstandes. 1971

### IV. Grundbegriffe des Glaubens
- 1 a Josef Schmitz: Offenbarung in Wort und Tat. 1973
- 1 b Yves Congar: Tradition und Kirche. 1964
- 2 Heinrich Beck: Der Gott der Weisen und Denker. Die philosophische Gottesfrage. 1961/1964/1970
- 3 Friedrich O. Rotter: Vom Wissen zum Glauben an Jesus Christus. Über religiöses Innewerden, Glaubenserfahrung und das „Axiom“ der Theologie.1964
- 4 Siegried Schulz: Wunderfrage und Wunderglaube. 1975 (Koautoren: Rudolf Schnackenburg, C. Schütz)
- 5 Josef Hasenfuß: Was ist Religion?. 1962
- 6 P. Andre Retif: Was ist katholisch?. 1962 (2. Aufl.)

### V. Die großen Wahrheiten
- 1 M.-D. Philippe: Gott allein. Anbetung und Opfer. 1959
- 2 Bernard Piault: Der dreieine Gott. 1957
- 3 Leo Scheffczyk: Die Welt als Schöpfung Gottes. 1968
- 4 Regamey Pie-Raymond O.P.: Die Welt der Engel. 1961
- 5 Nicolas Corte: Unser Widersacher der Teufel. 1962 (2. A.)
- 6 a Adolf Haas SJ: Die Entwicklung des Menschen: Der Mensch als Organismus-Vererbung und allgemeine Abstammung. 1. Teil. 1963 (2. A.)
- 6 b Rupert Lay: Die Entwicklung des Menschen. 2. Teil : Die Entwicklung der Gestalt und des Verhaltens. 1970
- 7 a/b Georg Teichtweier: Moral – wieder gefragt: Gesellschaft – Gewissen – Norm – Sünde.1976
- 8  Francis Ferrier: Das Geheimnis der Menschwerdung. 1963
- 9 a/b Wilhelm Breuning: Gemeinschaft mit Gott in Jesu Tod und Auferweckung. Christi erlösendes Leben und Sterben. 1971
- 10 Maurice und Louis Bexoque: Die Auferstehung des Fleisches. 1962
- 11 Emilien Lamirande: Gemeinschaft der Heiligen. 1963
- 12 Henri Rondet: Ändern sich die Dogmen?. 1965
- 13  Heinz Loduchowski: Auferstehung – Mythos oder Vollendung des Lebens? Zur Diskussion der Vorverständnisse von Strauss, Bultmann und Marxsen – Heilsbotschaft von der Lebensvollendung. 1970
- 14 Ernesto Balducci: Die Kirche als Eucharistie. Gedanken zur Frage der Ortskirche. Übers. aus d. Italien. von Karlhermann Bergner. 1974
- 15 a/b  Joseph Barbel: Einführung in die Dogmengeschichte. 1975
- 15 c/d  Joseph Barbel und Albert Fries: Jesus im Glauben der Kirche. Die Christologie bis zum 5. Jahrhundert. 1976
- 15 e  Joseph Barbel und Albert Fries: Der Gott Jesu im Glauben der Kirche. Die Trinitätslehre bis zum 5. Jahrhundert. 1976

### VI. Das Buch der Bücher
- 1 Josef Scharbert: Einführung in die heilige Schrift. 1959/1961
- 2 Herbert Haag: Das Land der Bibel. Gestalt, Geschichte, Erforschung. 1974
- 3 Jean Steinmann, Meinrad Stenzel: Die Bibel im Spiegel der Kritik. 1957 (Bearbeitet und ergänzt von Meinrad Stenzel).
- 4 Clemens Thoma, David Flusser: Christliche Theologie des Judentums. 1978
- 5 a Leo Krinetzki: Israels Gebet im alten Testament. 1965
- 5 b Albert Strobel: Die Weisheit Israels. 1967
- 6 J. Dheilly: Die Prophetie der Bibel. 1966 (2. A.)
- 7  Catherine Dimier, Maria Lampus, Wilhelm Koester: Was nicht im Alten Testament steht. Apokryphen und Manuskripte vom Toten Meer. 1965
- 8 a Gerhard Schneider: Botschaft der Bergpredigt. 1969
- 8 b/c Odilo Kaiser, Johannes Hirschmann: Die ersten drei Evangelien. Einführung in ihre literarische und theologische Gestalt. 1970
- 9 a/b  Odilo Kaiser: In der Wahrheit leben: Perspektiven des Johannesevangeliums. 1975
- 10 Bernhard Jendorff: Jesus und seine Zeit. 1974
- 11 Amedee Brunot: Die Briefe des Apostels Paulus. 1958/1963 (2. A.)
- 12 Günther Schiwy: Die katholischen Briefe. 1973
- 13 Hildegard Gollinger: Kirche in der Bewährung. Eine Einführung in die Offenbarung des Johannes. 1973
- 14 Jacques Hervieux: Was nicht im Evangelium. Apokryphen. 1959/1963 (1./2. A.)

### VII. Die Zeichen des Heils
- 1 Andre de Bovis: Die Kirche als Sakrament. 1962
- 2  Bernard Piault: Was ist ein Sakrament? 1964
- 3 a/b Hans Bernhard Meyer: Aus Wasser und Geist: Das Sakrament der Taufe und der Firmung. 1969
- 4 Alois Spindeler: Beichte und Lossprechung. 1961
- 5 Marie-Joseph Nicolas: Der Leib des Herrn. 1962
- 6 Joseph P. Lecuyer: Priester in Ewigkeit. Das Sakrament Der Weihe. 1958/1963 (1/.2. A.)
- 7  Waldemar Molinski: Theologie der Ehe in der Geschichte. 1976
- 8 J.-Ch. Didier: Das Sakrament der Kranken und Sterbenden: Letzte Ölung. 1962
- 9  Alfons Kirchgässner: Heilige Zeichen der Kirche. 1961 (2., verbesserte Auflage).

### VIII. Das religiös-sittliche Leben
- 1 Jean Daujat: Teilnahme am Leben Gottes: Die Gnade. 1960
- 2 Henry Bars: Die göttlichen Tugenden: Glaube, Hoffnung, Liebe. [Aus d. Franz. ins Dt. übertr. von Karl Schmitz-Moormann]. 1963
- 3  F. Cayre: Geistliches Leben im Christlichen Altertum. Geistesmänner und Mystiker. 1959/1962
- 4 Léopold Genicot: Geistliches Leben im Mittelalter. Ins Dt. übertr. von Matthias Kreuels. 1959
- 5 a Franz Böckle: Grundbegriffe Der Moral. Gewissen und Gewissensbildung. 1966
- 5 b-I Odilo Kaiser: Dynamik und Struktur Des Christlichen. Die Agape-Liebe als individuelle und soziale Gestaltungskraft in Christentum und Welt. 1977
- 5 b-II Odilo Kaiser: Dynamik und Struktur des Christlichen. Die Agape-Liebe als individuale und soziale Gestaltungskraft in Christentum und Welt. 1971

(* Odilo Kaiser: Dynamik und Struktur des Christlichen: Liebe als Gestaltungskraft. 1978
- 5 c Antonellus Elsässer: Die sittliche Ordnung des Geschlechtlichen. 1973
- 6 a Fridolin Marxer: Der Weg zu Gott. 1968
- 6 b Fridolin Marxer: Christliche Armut heute – Christliches Leben. 1970
- 6 c Oda Schneider: Die mystische Erfahrung. 1964
- 7 Günter Sobella SJ: Religiöse Strömungen der Gegenwart. 1962
- 8 Jacques Douillet: Was ist ein Heiliger? Aus d. Franz. ins Dt. übertr. von Hans-Joachim Genge. 1958 (1962 2. Auflage).
- 9 a Heinrich Maria Douillet: Die Frau, die Christi Mutter war. 1. Teil: Das Zeugnis des Glaubens. Kleine marianische Theologie. 1961
- 9 b Heinrich Maria Douillet: Die Frau, die Christi Mutter war. 2. Teil: Das Zeugnis der Geschichte. Kleine marianische Theologie. 1964
- 10 Louis Évely: Beten, aber wie? 1971

### IX. Die Liturgie der Kirche
- 1  Alfons Kirchgässner: Gottes Geist in der Liturgie.1964
- 2 Odilo Kaiser: Mensch und Gottes-Dienst. 1971
- 3  Franciosa Amiot: Geschichte der Hl. Messe. 2. Auflage  1956/1961
- 4 Ferdinand Kolbe: Die liturgische Bewegung. 1964
- 5 Irenee-Henri Dalmais: Die Liturgie der Ostkirche. 1960
- 6  Noele M. Denis-Boulet: Das Kirchenjahr. 1960
- 7 Robert Lesage: Liturgische Gewänder und Geräte. 1962 (2. A.)

### X. Christentum und Gesellschaft
- 1 Marita Estor: Menschenwürde und Gesellschaftsdynamik. 1969
- 2 Jakob David: Ehe und Elternschaft nach dem Konzil. Ein praktischer Kommentar zur Ehelehre der Pastoralkonstitution. 1968/1970 (1./2. A.)
- 3 Werner Osypka: Arbeit und Eigentum. 1965
- 4Die Wirtschaftsordnung.
- 5 Josef A. Stüttler: Sittlichkeit und Recht. 1971
- 6 Politische Ethik. Band 5.
- 7 Jaques Leclercq: Wege zur Völkergemeinschaft. 1959
- 8 Alfred de Soras: Moral der zwischenstaatlichen Beziehungen: Prinzipien und Direktiven der internationalen Moral. 1969
- 9 a/b Hans Pfeil: Christsein in säkularisierter Welt. 1972
- 10 Politik und Glaube.

### XI. Die Geschichte der Kirche
- 1 Ekkart Sauser: Revolution des Kreuzes. Das Frühchristentum. 1966
- 2 Jean-Rémy Palanque: Die Kirche in der Völkerwanderung. 1960/1966 (1./2. A.)
- 3 Bernhard Guillemain: Die abendländische Kirche des Mittelalters. 1966 (2. A.)
- 4 Erwin Iserloh: Luther und die Reformation – Beiträge zu einem ökumenischen Lutherverständnis. 1974
- 5 Ernst Joseph Görlich: Die Kirche der Neuzeit. 1967
- 6 Ernst Joseph Görlich: Die Kirche der Gegenwart. 1965

### XII. Bau und Gefüge der Kirche
- 1 René Metz: Das Kirchenrecht. 1963
- 2 Wladimir D’Ormesson: Der Stellvertreter Christi – Papst und Papsttum. 1958/1963
- 3 Petrus Canisius van Lierde: Das Kardinalskollegium. 1965
- 4 Josef Hasenfuß: Die Bischöfe – Nachfolger der Apostel. Im neuen nachkonziliaren Kirchenverständnis. 1970
- 5 Wilhelm Pech, Peter Hünermann, Ferdinand Klostermann: Priestertum – kirchliches Amt. Zwischen Gestern und morgen. 1971/1972
- 6 Jean Canu: Die religiösen Männerorden. 1963 (2. A.).
- 7 Mirjam Prager: Die religiösen Frauenorden. 1968
- 8 Louis-Marie de Bazelaire: Auch die Laien sind Kirche. 1963 (2. A.)
- 9 Egon Golomb: Kirche und Katholiken in der Bundesrepublik: Daten und Analysen. 1974
- 10 Helmut Möhring: Die katholischen Organisationen in Deutschland. 1965
- 11 Ramon Sugranyes de Franch: Die internationalen katholischen Organisationen. 1972
- 12 Karl Müller SVD: Die Weltmission der Kirche. 1960
- 13 Bernard De Vaulx: Katholische Missionsgeschichte. 1962
- 14 Joseph Frans Lescrauwaet: Die Einheit der Ökumene. Perspektiven nach dem Zweiten Vatikanischen Konzil. 1969

### XIII. Christentum und Kultur
- 1 Josef A. Stüttler: Christentum und Kultur. 1970
- 2 Etienne De Greeff: Psychiatrie Und Religion. 1960.
- 3 Josef A. Stüttler: Christentum und Erziehung. 1972
- 4 Paul Koessler: Christentum und Technik. 1966 (2. A.)
- 5 Heinz Budde: Christentum und soziale Bewegung. 1962 (2. A.)
- 6 Josef A. Stüttler: Kirche und Staat. 1969
- 7 Richard Völkl: Caritative Diakonie der Kirche. Mit einem Einführung des Herausgebers. 1976
- 8 Ambrosius Karl Ruf OP: Fernsehen – Rundfunk – Christentum. 1960/1966 (1./2. verbesserte Auflage)
- 9 Stefan Bamberger: Christentum und Film. 1968

### XIV. Die christliche Literatur
- 1 a/b Joseph Barbel: Geschichte der frühchristlichen griechischen und lateinischen Literatur. 1969
- 1 c/d Joseph Barbel: Geschichte der frühchristlichen griechischen und lateinischen Literatur. 1969
- 2 Gisbert Kranz: Christliche Literatur des Mittelalters.
- 3 Gisbert Kranz: Christliche Literatur der Neuzeit. 1962
- 4 Gisbert Kranz: Christliche Literatur der Gegenwart (2. Auflage); Mit Texten von M. Hausmann, H. Böll, J. v. Eichendorff, T.S. Eliot, St. Andres u. a. 1916/1963
- 5 a Hans Wagner: Das Ende der katholischen Presse. Band 1: Ein notwendiges Übel. 1974
- 5 b/c Hans Wagner: Das Ende der Katholischen Presse. 2. Band Restauration des Gettos. 1974
- 5 d Hans Wagner: Das Ende der katholischen Presse – Band 3: Das Ende wird publik. 1974

### XV. Die christliche Kunst
- 1 a/b Herbert Schade: Gestaltloses Christentum. Perspektiven zum Thema Kirche und Kunst. 1971
- 2 Eduard Syndicus: Die frühchristliche Kunst. 1963
- 3 Eduard Syndicus: Christliche Kunst des Mittelalters. 1962
- 4 Eduard Syndicus: Christliche Kunst der Neuzeit. 1964
- 5 Herbert Muck: Sakralbau Heute. 1961
- 6 Anton Henze: Moderne christliche Malerei. 1961
- 7 Anton Henze: Moderne christliche Plastik. 1963
- 8 Anton Henze: Das Kunsthandwerk im Dienste der Kirche. 1963
- 9 Alfred Scheitgen, Nora Colling: Die religiöse Musik. 1957
- 10 Rudolf Vey: Christliches Theater in Mittelalter und Neuzeit. 1960

### XVI. Juden und nichtkatholische Christen
- 1 Albert Brandenburg: Einheit – Evangelium – Katholizität. 1973
- 2 Marie-Joseph Le Guillou: Vom Geist der Orthodoxie. Christliche Überlieferung in Griechenland und Russland. [Aus d. Franz. ins Dt. übertr. von Mirjam Prager.] Einführung von C. J. Dumont. 1963
- 3 Albert Brandenburg: Aspekte des heutigen Protestantismus. 1967
- 4 Gotthold Hasenhüttl: Christentum ohne Kirche. 1972+1970. (1. und 3. A.)
- 5  Konrad Algermissen: Das Sektenwesen der Gegenwart. 1960/1962 (1./2. A.)
- 6 a/b Reinhold Mayer: Judentum und Christentum. Ursprung, Geschichte, Aufgabe. 1973
- 7  Paul Démann: Das Judentum – Glaube und Schicksal. [Aus d. Franz. übertr. von Heinrich Bauer]. 1962

### XVII. Die nichtchristlichen Religionen
- 1 Frédéric-Marie Bergounioux, Joseph Götz: Die Religionen der vorgeschichtlichen und primitiven Völker. 1960
- 2 Etienne Drioton: Die Religionen des Alten Orients. 1963
- 3 Alain Hus: Die Religionen Griechenlands und Roms. 1964
- 4 Louis Gardet: Der Islam. 1961
- 5 Solange Lemaitre: Der Hinduismus oder Sanatana Dharma. 1958/1963
- 6 Constantin Regamey: Der Buddhismus Indiens. 1964
- 7  Matthias Eder, Olaf Graf, Franz Kiichi Numazawa: Die Grossreligionen des Fernen Ostens China, Korea, Japan. 1964
- 8 Karl Müller: Die Kirche und nichtchristlichen Religionen. Kommentar zur Konzilserklärung über das Verhältnis der Kirche zu den nichtchristlichen Religionen. 1968 (1. A.)

### XVIII. Religionsersatz der Gegenwart
- 1 Josef Hasenfuß: Soziologismus und Existenzialismus als Religionsersatz. 1965
- 2 Hans Pfeil: Der Atheistische Humanismus der Gegenwart. Über religiöses Innewerden, Glaubenserfahrung und das „Axiom“ der Theologie. 1964
- 3 Hans Pfeil: Gott und die tragische Welt. 1971
- 4 Hans Pfeil: Die Menschheit in der Krise. 1963 (2., überarbeitete und erweiterte Ausgabe).
- 5 Heinz Budde: Christentum und soziale Bewegung. 1962
- 6 Josef A. Stüttler: Kirche und Staat. 1969
- 7 Richard Völkl (Hrsg.): Caritative Diakonie der Kirche. 1976